# Kościół Miłosierdzia Bożego w Podłopieniu
Kościół Miłosierdzia Bożego w Podłopieniu – murowana świątynia rzymskokatolicka w miejscowości Podłopień w powiecie limanowskim, pełniąca funkcję kościoła parafialnego miejscowej parafii pw. Miłosierdzia Bożego.

## Historia
Decyzja o budowie we wsi kościoła zapadła w 1983, zaraz po wydzieleniu z parafii w Tymbarku samodzielnej parafii w Podłopieniu. Prace budowlane toczyły się w latach 1985-1991, według planu inż. Romana Łomnickiego. Konsekracji świątyni dokonał 30 maja 1993 biskup Józef Życiński.

## Opis
Kościół w Podłopieniu jest przykładem nowoczesnej architektury sakralnej. Jest to budowla dwukondygnacyjna, jednonawowa, przykryta spiczastym dachem, nad którym góruje smukła wieżyczka na sygnaturkę, pełniąca jednocześnie rolę dzwonnicy (wiszą na niej trzy dzwony). Frontową elewację nad wejściem zdobi mozaika przedstawiająca Jezusa Miłosiernego i napis "Jezu ufam Tobie".
Obok kościoła stoi figura św. Faustyny Kowalskiej, orędowniczki Miłosierdzia Bożego, zaprojektowana przez Marka Benewiata i odlana 19 kwietnia 2005 przez Mariana Polańskiego.

### Wnętrze
Wnętrze kościoła pomalowane jest na biało, a większość wyposażenia wykonana została z drewna. Wyjątek stanowią ołtarz ofiarny, ambona i chrzcielnica, które wykonano z marmuru.
Światło do wnętrza wpada przez barwne witraże, Bolesława Szpechta i wykonane częściowo przez Zbigniewa Gustawa a częściowo przez Annę i Ireneusza Zarzyckich. Nad wejściem, po obu stronach mozaiki znajdują się witraże Brat Albert Chmielowski oraz Błogosławiona Karolina Kózka. Po prawej stronie nawy znajduje się duży witraż ozdobiony scenami z życia Maryi, a po lewej kolejny z wizerunkami polskich świętych: św. Kazimierzem, św. Jadwigą, św. Kingą, św. Wojciechem, św. Rafałem Kalinowskim i św. Maksymilianem.

### Ołtarz
Nadstawę ołtarza głównego zaprojektował Bolesław Szpecht. W jej centrum znajduje się kopia obrazu Jezus Miłosierny z wizji św. Faustyny, wykonana przez Bronisława Owczarka. Otacza go 14 niewielkich obrazów ułożonych w łuk, namalowanych przez Bolesława Szpechta. Pośrodku, na zwieńczeniu łuku znajdują się dwa obrazy, przedstawiające Zmartwychwstanie Chrystusa. Poniżej artysta zobrazował czterech Ewangelistów. Prawe ramię łuku to ilustracja Bożego Miłosierdzia znanego z przypowieści Jezusa: o zagubionej owcy, o nieurodzajnym drzewie, o synu marnotrawnym i o miłosiernym Samarytaninie. Z kolei lewa strona łuku obrazuje Jezusa okazującego Miłosierdzie: nauczanie, rozgrzeszenie cudzołożnicy, wskrzeszenie młodzieńca z Naim i odpuszczenie grzechów łotrowi na krzyżu. Po bokach nadstawy wiszą dwie figury aniołów. Poniżej znajduje się tabernakulum umieszczone na promienistym krzyżu.